# زویچنه
زویچنه (به بلغاری: Zoychene) یک منطقهٔ مسکونی در بلغارستان است که در شهرستان پتریچ واقع شده‌است.